# 哈拉库图古城
哈拉库图古城，位于中国青海省湟源县日月乡哈拉库图村，为第八批青海省文物保护单位，公布日期为2008年4月10日，类型为古遗址。
哈拉库图古城的历史年代为清。